# Пратолева (Витербо)
Пратолева је насеље у Италији у округу Витербо, региону Лацио.
Према процени из 2011. у насељу је живело 21 становника. Насеље се налази на надморској висини од 460 м.